# Oppervlaktegolf (vloeistofdynamica)

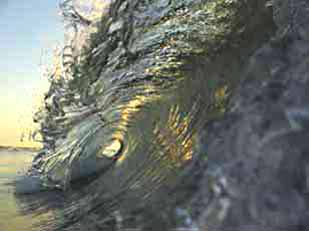
Golf

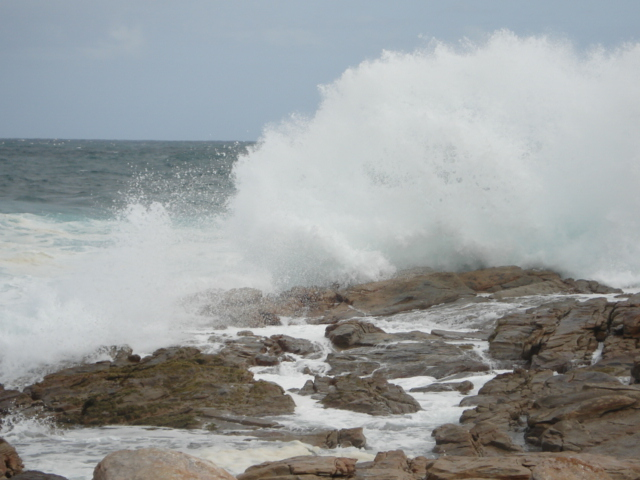
Een opspattende golf

Oppervlaktegolven in de vloeistofdynamica zijn golven die zich voortplanten langs het oppervlak van een vloeistof, zoals water, onder invloed van de zwaartekracht en massatraagheid. Oppervlaktegolven worden ook in meer of mindere mate beïnvloed door oppervlaktespanning en viskeuze wrijving. Enkele vormen van oppervlaktegolven zijn:
- windgolven en deining in oceanen en zeeën,
- getijdengolven,
- tsunami's,
- scheepsgolven,
- rimpelingen of capillaire golven,
- seiches in havenbekkens en grote meren,
- hoogwatergolven op een rivier.

Iedere soort golven heeft zo zijn eigen karakteristieken.

## Zeegolven

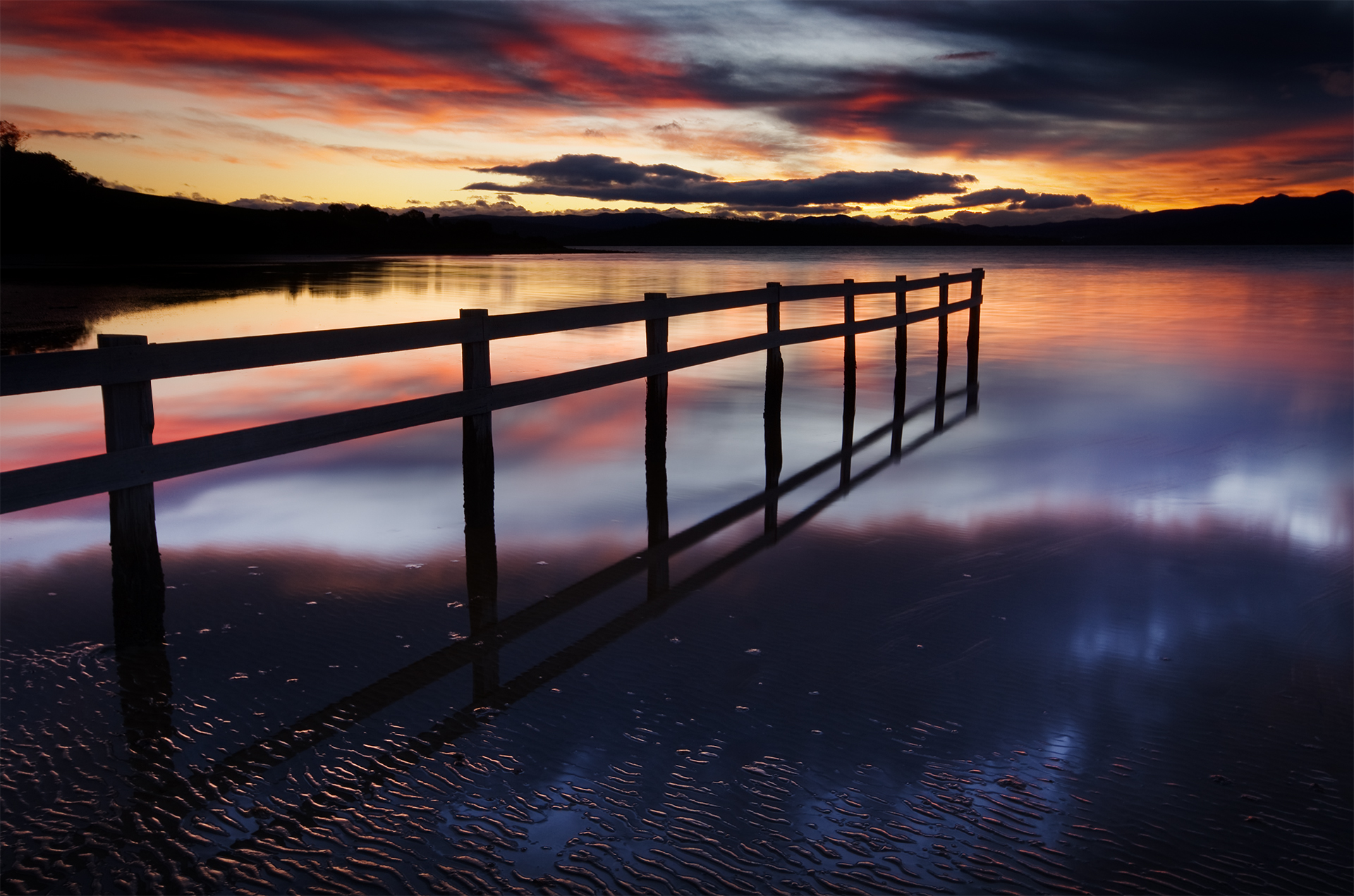
Bij kleine golven speelt de oppervlaktespanning nog een rol.

Ontstaan van golven

Oppervlaktegolven op zee worden vooral veroorzaakt door de wind, maar ook zeebevingen, vulkaanuitbarstingen en het getij veroorzaken golven. Bij windsnelheden onder de 2 knopen over vlak water vormen zich vrijwel meteen golfjes die door de oppervlaktespanning net zo snel weer verdwijnen als de wind gaat liggen. Boven de 2 knopen vormen zich stabielere golven onder invloed van de zwaartekracht. Deze zeegang groeit naarmate de wind toeneemt (golfgroei). De periode hiervan ligt in een gebied tot ongeveer 10 seconden. Zodra de wind wegvalt, of zodra de golven buiten het windveld komen, wordt gesproken over deining. Doordat langere golven zich sneller voortplanten dan korte (frequentiedispersie), zal op een punt buiten het windveld eerst een lange deining arriveren waarvan de periode op kan lopen tot zo'n 30 seconden, gevolgd door een kortere deining. Door wrijving en het uitwaaieren (richtingdispersie) verliest deze deining aan energie en hoogte. Doordat kortere golven er langer over doen om een bepaald punt te bereiken, is het energieverlies relatief groter, zodat uiteindelijk slechts de lange deining overblijft. De uitdoving hiervan is dusdanig langzaam dat deze deining voortduurt tot er een kust bereikt wordt.
Golven worden in tegenstelling tot wind en stroming niet beïnvloed door de aardrotatie.

### Karakteristieken
Zeegolven kunnen worden beschreven als enkelvoudige harmonische langkammige lopende golven. Dit is een serie evenwijdige gladde golfruggen die met constante snelheid voortlopen loodrecht op de richting van de kammen en gelijk van hoogte zijn, op onderling gelijke afstand van elkaar, daarbij hun vorm behoudend.
In werkelijkheid benadert slechts de deining deze vorm en is zeegang opgebouwd uit vele verschillende enkelvoudige golven. De vorm van hiervan benadert die van een omgekeerde cycloïde, de trochoïde. Het hoogste deel van een golf is de golftop, het laagste het golfdal. De golfhoogte {\displaystyle H} is de verticale afstand tussen top en dal. De toppen of kammen zijn smaller en lopen steiler dan de dalen, zodat het gemiddelde zeeniveau iets onder het punt ligt halverwege top en dal. De horizontale afstand tussen de kammen in de richting waar de golf heenloopt, is de golflengte {\displaystyle L}. De tijdsduur waarmee twee kammen een stationair punt passeren, is de golfperiode {\displaystyle T}. Golfhoogte, -lengte en -periode zijn afhankelijk van onder meer windsnelheid, windbaan of strijklengte en windduur.

#### Golfhoogte
Op zee komen kleinere en grotere golven voor. Als men met een boot vaart, komt men allerlei afmetingen van (oppervlakte)golven tegen. In de praktijk is gebleken dat de kleinste golven voor de scheepvaart, en voor veel ander gebruik van de zee, niet zo belangrijk zijn. Het belangrijkste signaal wordt geleverd door de grotere golven. Daarom wordt vrijwel altijd — in zowel metingen als verwachtingen — een waarde gegeven die bekendstaat als de 'significante golfhoogte' (Hs). Deze wordt bepaald aan de hand van een meetreeks van de golven (over bijvoorbeeld 10 minuten), bepaald met een meetboei of meetpaal. Van alle golven in de meetreeks wordt de golfhoogte bepaald. Deze golfhoogtes worden op grootte gesorteerd, waarna het derde deel geselecteerd wordt met de grootste golfhoogtes. Van deze selectie van die grootste golven wordt het rekenkundig gemiddelde bepaald. Dit wordt de significante golfhoogte genoemd, omdat deze redelijk overeenkomt met wat een ervaren zeeman op het oog als de golfhoogte schat. De significante golfhoogte wordt aangeduid als Hs. Als alternatief wordt ook vaak gebruikt de golfhoogte bepaald uit het golfspectrum van de meetreeks, de Hm0
De Wereld Meteorologische Organisatie (WMO) maakte op 13 december 2016 bekend, dat met een boei een (individuele) golf met een hoogte van 19 meter was waargenomen op de Atlantische Oceaan tussen Schotland en IJsland (ongeveer 59° N, 11° W) op 4 februari 2013. Dit was dus niet de Hs of de Hm0. Dit betekende een nieuw wereldrecord voor golfhoogte gemeten met een boei. Er was sprake van een sterk voorbijtrekkend koufront en windsnelheden van 43,8 knopen.

#### Meting van de golfhoogte
Zie voor details het lemma Golfmetingen.
Afgezien van de visuele schatting van de golfhoogte (vroeger heel gebruikelijk, maar zeer onbetrouwbaar) kan de golfhoogte lokaal op één meetpunt gemeten worden, of gemiddeld in een ruimtelijk gebied. Bij de eerste methode wordt een meetpaal, meetboei of een sonarapparaat gebruikt. Bij de tweede methode wordt over het algemeen van remote sensing gebruik gemaakt (reflectie van bijv. radiogolven, radar). De eerste methode is zeer betrouwbaar en geeft gedetailleerde informatie over de lokale golf, maar is natuurlijk beperkt tot maar een punt. De tweede methode geeft een geaggregeerd beeld over een groter gebied, maar de geografische precisie is veel lager. In de periode van 1950-1980 is veel gebruik gemaakt van radar die op walstations geplaatst was, maar vanaf 1980 is er steeds meer gebruik gemaakt van metingen vanuit satellieten. Momenteel is het mogelijk om hiermee een werelddekking te krijgen. Inmiddels zijn er al voldoende jaren met satellietmetingen om ook studies naar het golfklimaat te doen op basis van deze informatie,
Voor het bepalen van het golfbeeld nabij de kust is in veel gevallen de resolutie van satellietmetingen niet voldoende. Daarom worden voor die plekken vooral puntmetingen gedaan. Over het algemeen worden dit soort waarnemingen met golfmeetboeien of met palen uitgevoerd.

### Golfbeweging onder water

Beweging van een vloeistofdeeltje onder het wateroppervlak van een golf.
A = In diep water: de grootte van de cirkelvormige baan, waarin een vloeistofdeeltje beweegt, wordt snel kleiner op grotere dieptes onder het vloeistofoppervlak.
B = In ondiep water (de zeebodem ligt ter hoogte van letter B): de elliptische beweging van een vloeistofdeeltje wordt dichter bij de zeebodem steeds platter.
1 = Voortplantingsrichting van de golf.
2 = Golftop.
3 = Golfdal.

Terwijl de golf zich voortplant, oscilleren de waterdeeltjes vooral rond hun gemiddelde positie. In het algemeen zijn de snelheden van het water veel lager dan de voortplantingssnelheid van de golf: er wordt vooral energie doorgegeven van waterdeeltje naar waterdeeltje, terwijl het gemiddelde massa- en impulstransport relatief klein is. Alleen in de top van een brekende golf, bijvoorbeeld op het strand, zijn de watersnelheden ongeveer gelijk aan de voortplantingssnelheid van de golf.
In diep water, als de golflengte kleiner is dan twee keer de waterdiepte, bewegen de waterdeeltjes in ongeveer cirkelvormige banen. Onder de top van de golf hebben de waterdeeltjes hun grootste voorwaartse snelheid, in de richting waarin de golf zich beweegt. De diameter van de cirkelvormige baan van een waterdeeltje op het wateroppervlak is gelijk aan de golfhoogte. Op grotere diepte neemt de diameter van de cirkelbanen snel af — op een halve golflengte diepte onder het wateroppervlak is de diameter nog maar 4% van de waarde aan het wateroppervlak.
In ondiep water bewegen de waterdeeltjes in min-of-meer ellipsvormige banen, met de horizontale as van de ellips groter dan de verticale as.

#### Golven in ondieper wordend water
Als golven in ondieper water komen treden er een aantal verschijnselen op:
- Shoaling: het hoger worden van de golven door afname van de voortplantingssnelheid
- Refractie: het bijdraaien van golven door de scheve golfinval
- Breking: instabiliteit van individuele golven doordat de golven te hoog worden t.o.v. de golflengte
- Golfopzet: het hoger worden van de lokale waterstand door de verandering in de golfspanning
- Brandingsstroom: het genereren van een stroming langs de kust door scheef invallende golven

Nabij de kust komt ook vaak diffractie van golven voor, maar dit verschijnsel heeft niet direct te maken met het ondieper worden van het water.

### Voortplantingssnelheid

#### Algemene formule
De voortplantingssnelheid van een golf hangt af van de golfperiode en van de waterdiepte. De voortplantingssnelheid van een golf in het algemeen is:
{\displaystyle c={\sqrt {{\frac {g}{2\pi }}\lambda \tanh {\Bigl (}{\frac {2\pi d}{\lambda }}{\Bigr )}}}}
waarin {\displaystyle \lambda } de golflengte is en {\displaystyle d} de waterdiepte. Deze formule is lastig op te lossen, omdat {\displaystyle \lambda =cT}, waarin {\displaystyle T} de golfperiode is. Deze vergelijking is alleen door iteratie op te lossen.
Een benadering voor deze vergelijking is:
{\displaystyle \lambda ={\sqrt {gd}}(1-{\frac {d}{L_{0}}})T}  voor  {\displaystyle {\frac {d}{L_{0}}}<0,36}
{\displaystyle \lambda =L_{0}}      voor   {\displaystyle {\frac {d}{L_{0}}}>0,36}
waarin L0 de golflengte op diep water is (= 1,56 T2)

#### Lange golven
Indien de golflengte veel groter is dan de waterdiepte is er sprake van een lange golf. Twee voorbeelden van lange golven zijn de getijgolf en de tsunami. Maar ook in situaties van zeer ondiep water, bijvoorbeeld in de brandingszone, is vaak sprake van een (relatief) lange golf. Een lange golf zal zich voortplanten met een snelheid die gelijk is aan:
{\displaystyle c={\sqrt {gd}},}
waarbij:
c = fasesnelheid of voortplantingssnelheid van de golf [m/s];
g = valversnelling (zwaartekrachtsversnelling) [m/s2];
d = waterdiepte [m].
Als een golf naar het strand toe loopt, dan vermindert de waterdiepte d en vermindert dus ook de loopsnelheid c. Het effect van de waterdiepte op de loopsnelheid van de top respectievelijk het dal van de golf wordt steeds groter; het dal van de golf krijgt een lagere snelheid dan de top waardoor de top van de golf uiteindelijk breekt en in het golfdal valt: branding.

#### Korte golven
Als de golflengte kleiner is dan de twee keer de waterdiepte is er sprake van een korte golf. Golven veroorzaakt door wind op zee zijn vaak korte golven. De voortplantingssnelheid van een korte golf is alleen afhankelijk van de golflengte λ:
{\displaystyle c={\sqrt {{\frac {\sigma k}{\rho }}+{\frac {g}{k}}}},}
waarbij:
σ = oppervlaktespanning van de vloeistof [N/m], voor het grensvlak van schoon water en lucht is σ gelijk aan 72·10−3 N/m;
ρ = dichtheid van de vloeistof [kg/m3], voor zuiver zoet water 998 kg/m3; voor gemiddeld zeewater ongeveer 1024 kg/m3;
k = golfgetal van de golf [rad/m], {\displaystyle k={\frac {2\pi }{\lambda }}.}
Voor heel korte golven (golflengte veel kleiner dan 2 cm bij een lucht–water grensvlak), overheerst de oppervlaktespanning en kan de zwaartekracht verwaarloosd worden:
{\displaystyle c={\sqrt {\frac {\sigma k}{\rho }}}.}
Voor iets langere golven (golflengte veel groter dan 2 cm bij een lucht–water grensvlak), overheerst de zwaartekracht en kan de oppervlaktespanning verwaarloosd worden:
{\displaystyle c={\sqrt {\frac {g}{k}}}={\sqrt {\frac {g\lambda }{2\pi }}}.}

### Energie en amplitude
De energiedichtheid {\displaystyle E} (per oppervlak) van een regelmatige sinusoïdale golf hangt af van de vloeistofdichtheid {\displaystyle \rho }, de versnelling van de zwaartekracht {\displaystyle g} en de golfhoogte {\displaystyle H}. Die laatste is bij regelmatige golven gelijk aan tweemaal de amplitude {\displaystyle a}:
{\displaystyle E={\frac {1}{8}}\rho gH^{2}={\frac {1}{2}}\rho ga^{2}}
De energie-inhoud is dus recht evenredig met het kwadraat van de amplitude. De snelheid waarmee de energie zich verplaatst is de groepssnelheid.

### Oppervlaktespanning en zwaartekracht
Oppervlaktespanning is van invloed op golven met een kleine golflengte. Bijvoorbeeld, voor golven op het grensvlak tussen water en lucht met golflengtes kleiner dan twaalf centimeter, wordt de golfvoortplantingssnelheid meer dan één procent veranderd door de aanwezigheid van de oppervlaktespanning. Voor langere golflengtes kan de invloed van oppervlaktespanning op de golfvoortplanting verwaarloosd worden.
Golven op het wateroppervlak, onder invloed van de zwaartekracht, oppervlaktespanning en massatraagheid, verplaatsen zelf bijna geen watermassa: ze verplaatsen vooral de energie die met de verstoring gepaard gaat. Een voorbeeld van dit type golf is de kring die ontstaat wanneer een steen in het water wordt gegooid. Ook de meeste golven op zee zijn van dit type, doordat de wind verstoringen in het normaal gladde wateroppervlak aanbrengt. Zeegolven onder invloed van lokaal windveld worden windgolven of zeegang genoemd.

### Wind
Als de golven eenmaal een bepaalde hoogte hebben gaan drukverschillen voor en achter de golftop, zoals gezien met de rug naar de wind toe, meetellen. De luchtdruk is achter de golftop lager dan er voor, ten gevolge van de wet van Bernoulli. De luchtstroming kan door de kromming bij de golftop het wateroppervlak niet blijven volgen en laat los. Deze gebeurtenis zorgt ervoor dat lucht met een lage luchtdruk — ongeveer dezelfde als bij het loslaatpunt van de stroming van het wateroppervlak — rond gaat draaien aan de benedenstroomse kant, achter de golftop. Er zo voor zorgend dat de golven met windenergie gevoed worden en tot grotere hoogte worden opgestuwd. Er zijn veel vogels die gebruikmaken van deze opwaartse luchtstroom bij de golftop. Dit proces is rechts in een animatie verduidelijkt.

## Afvoergolven
Afvoergolven zijn golven die ontstaan door veranderingen in het debiet, zoals hoogwatergolven op een rivier.
Alhoewel afvoergolven ook oppervlaktegolven zijn — ze gaan immers gepaard met een hoogwater — verplaatsen ze wél een grote massa water, in tegenstelling tot de bovenstaande oppervlaktegolven.

### Voortplantingssnelheid
In afvoergolven is de voortplantingssnelheid van de gehele golf van dezelfde orde van grootte als de stroomsnelheid. Terwijl bij andere oppervlaktegolven, zoals op zee en kringvormige golven ten gevolge van het gooien van een steen in het water, de golf aan het oppervlak zich veel sneller voortplant dan de stroomsnelheden in het water.
Dit komt doordat bij deze afvoergolven er een grote invloed van de wrijvingskrachten in het water is — met name de bodemwrijving — die direct evenwicht maakt met de effecten van zwaartekracht via het verhang van het wateroppervlak. De versnelling van het water kan verwaarloosd worden.
Afvoergolven planten zich voort met de snelheid:
{\displaystyle c\approx 1{,}5\cdot v,}
waarbij:
c = voortplantingssnelheid van de golf [m/s];
v = stroomsnelheid van het water [m/s].